# 15e cérémonie des Black Reel Awards
La 15e cérémonie des Black Reel Awards (BR Awards), décernés par le Foundation for the Advancement of African Americans in Film, a eu lieu le 19 février 2015, et a récompensé les personnalités et des œuvres afro-américaines réalisées l'année précédente.

## Palmarès

### Meilleure performance vocale
- Les Nouveaux Héros (Big Hero 6) – Maya Rudolph pour la voix de Cass Hamada
- Les Nouveaux Héros (Big Hero 6) – Damon Wayans Jr. pour la voix de Wasabi

### Meilleure chanson originale
- The Amazing Spider-Man : Le Destin d'un héros (The Amazing Spider-Man 2) – Alicia Keys, Kendrick Lamar, Pharrell Williams et Hans Zimmer pour la chanson : "It's On Again"